# Мустафин, Ульфат Мансурович
Ульфа́т Мансу́рович Муста́фин (баш. Мостафин Өлфәт Мансур улы; 4 мая 1959, Староихсаново, Башкирская АССР — 29 октября 2020, Москва) — российский государственный деятель, учёный. Кандидат технических наук. Глава администрации городского округа город Уфа с 29 октября 2018 по 29 октября 2020 года.

## Биография
Родился 4 мая 1959 года в селе Староихсаново Чекмагушевского района Башкирской АССР. После окончания Старобашировской средней школы (1976) поступил в Уфимский техникум легкой промышленности. В мае 1977 призван на срочную службу в ряды Советской Армии. С мая 1979 по март 1981 года продолжил учёбу в Уфимском техникуме легкой промышленности, по окончании которого получил диплом по специальности техника-технолога хлопкопрядильной промышленности.
Трудовую деятельность начал в ЖЭУ Кировского района Уфы в июне 1981 года. В системе жилищно-коммунального хозяйства Кировского района начинал слесарем 4 разряда, впоследствии стал мастером, главным инженером производственного треста жилищного хозяйства и начальником ЖЭУ-40, где проработал до марта 1991 года.
В 1992 году окончил Уфимский авиационный институт имени Серго Орджоникидзе.
Продолжил работу в исполкоме Кировского райсовета, завотдела коммунального хозяйства, замначальника управления предприятий жилищного хозяйства и инженерного обеспечения мэрии, главным инженером филиала «Уфагаз» ОАО «Газ-сервис». В 2003—2008 годах возглавлял финансово-хозяйственное управление администрации президента Башкирии. 28 мая 2008 года специальным Распоряжением президента РБ был освобожден от занимаемой должности. В 2010—2013 годах замещал различные должности в управлении Росатомнадзора. В 2013 году вернулся в «Газпром газораспределение Уфа».
Избран на 32 заседании Совета городского округа город Уфа Республики Башкортостан четвёртого созыва. На пост мэра претендовало три кандидата, оставшиеся после отсева 28 кандидатов.
За Мустафина проголосовали 28 депутатов.
В ночь на 20 октября был отправлен в тяжелом состоянии спецбортом МЧС в Москву, на людях он не появлялся уже с 26 сентября, но пресс-служба Главы администрации города Уфы до последнего отрицала заболевание Мустафина.
С 20 октября находился на лечении в Москве в институте имени Склифософского, скончался там же 29 октября в результате осложнений, вызванных коронавирусной инфекцией COVID-19, осложнённой сахарным диабетом, вследствие чего ему ампутировали ногу.

## Научная деятельность
Кандидат технических наук. В 2005 году защитил диссертацию на тему «Комплексная система оценки остаточного ресурса трубопроводов системы газоснабжения, бывших в консервации». Научный руководитель — доктор технических наук, профессор Зайнуллин Рашит Сибагатович, научный консультант — доктор технических наук Надршин Альберт Сахабович.